# Shawna Waldron
Shawna Langill Waldron (Glendale, 25 gennaio 1982) è un'attrice statunitense.

## Biografia
Attiva prevalentemente in televisione, è però maggiormente conosciuta per aver interpretato due film di successo: Piccoli campioni (1994) diretto da Duwayne Dunham, in cui era l'unica femmina in una squadra di football composta da soli maschi, e Il presidente - Una storia d'amore (1995) diretto da Rob Reiner, in cui ricopriva il ruolo di Lucy Shepherd, la figlia adolescente del presidente Michael Douglas.
Il suo primo ruolo televisivo lo ha ricoperto invece nel pilot del serial Morning Glory della CBS. È stata poi guest star nella serie televisiva Malony, in cui ricopriva il ruolo di un'adolescente testimone di un omicidio.
Waldron ha avuto una candidatura ai Twenty-first Annual Young Artist Awards 1998-1999 come miglior attrice non protagonista nella serie televisiva Ladies Man